# Sorbus ursina
Sorbus ursina är en rosväxtart som först beskrevs av Nathaniel Wallich, och fick sitt nu gällande namn av Joseph Decaisne. Sorbus ursina ingår i släktet oxlar, och familjen rosväxter. Utöver nominatformen finns också underarten S. u. wenzigiana.